# Jennifer Lawrence
Jennifer Shrader Lawrence (Indian Hills, 15 agosto 1990) è un'attrice e produttrice cinematografica statunitense.

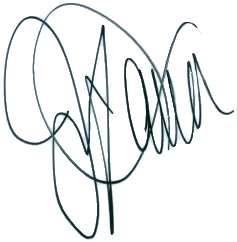
Firma di Jennifer Lawrence

Dopo aver iniziato la carriera recitando nella sitcom statunitense The Bill Engvall Show (2007-2009), ha debuttato sul grande schermo con il film The Poker House (2008) e The Burning Plain - Il confine della solitudine (2008), aggiudicandosi il Premio Marcello Mastroianni alla 65ª Mostra internazionale d'arte cinematografica di Venezia. È stata acclamata dalla critica per la sua interpretazione in Un gelido inverno (2010), per il quale ha ricevuto la sua prima candidatura al Premio Oscar. Ha raggiunto la fama nei panni di Mystica nella serie Marvel della 20th Century Fox X-Men (2011-2019) e di Katniss Everdeen (2012-2015) nell'epopea Hunger Games, adattamento cinematografico dei romanzi omonimi di Suzanne Collins. In particolare, la sua interpretazione di Katniss Everdeen ottiene il consenso della critica e la decreta come l'eroina d'azione con il maggior incasso di sempre. Nel 2012 la rivista Rolling Stone la definisce come "la più talentuosa giovane attrice di tutta l'America".
Nel 2013 inizia il sodalizio artistico con il regista David O. Russell, che la dirige nel romantico Il lato positivo - Silver Linings Playbook, per il quale si è aggiudicata l'Oscar alla miglior attrice (facendo di lei la seconda più giovane attrice ad aver ricevuto questo riconoscimento), il Golden Globe per la migliore attrice in un film commedia o musicale e lo Screen Actors Guild Award per la migliore attrice cinematografica. L'anno seguente ha vinto il Golden Globe per la migliore attrice non protagonista e il BAFTA alla migliore attrice non protagonista per American Hustle - L'apparenza inganna, ricevendo anche la sua terza nomination agli Oscar nella medesima categoria. Nel 2016 ha vinto il suo terzo Golden Globe e la sua quarta candidatura agli Oscar come miglior attrice protagonista per l'interpretazione di Joy Mangano nel film biografico Joy, diventando la prima attrice a ricevere quattro candidature entro i 25 anni. Ha ricevuto la sua quinta e sesta candidatura al Golden Globe rispettivamente nel 2022 con Don't Look Up e nel 2024 con Fidanzata in affitto.

## Biografia
Di origini inglesi, scozzesi, irlandesi e tedesche, cresciuta nel quartiere di Indian Hills a Louisville (Kentucky), è figlia di Karen Koch e Gary Lawrence, quest'ultimo un tempo proprietario di una ditta di costruzioni, la Lawrence & Associates; ha due fratelli più grandi, Ben e Blaine. Da bambina recita nel teatro locale e, all'età di 14 anni, decide di intraprendere la carriera di attrice, motivo per cui abbandona la scuola e convince i suoi genitori a portarla a New York per trovarle un agente.
Prima di abbracciare il successo ad Hollywood, frequenta la Kammerer Middle School di Louisville e si diploma quindi tramite l'istruzione domiciliare a Los Angeles. Mentre cresce nel campo della recitazione, presta servizio presso il campeggio estivo per bambini gestito dalla madre, Camp Hi-Ho, come assistente infermiera.

### Esordi

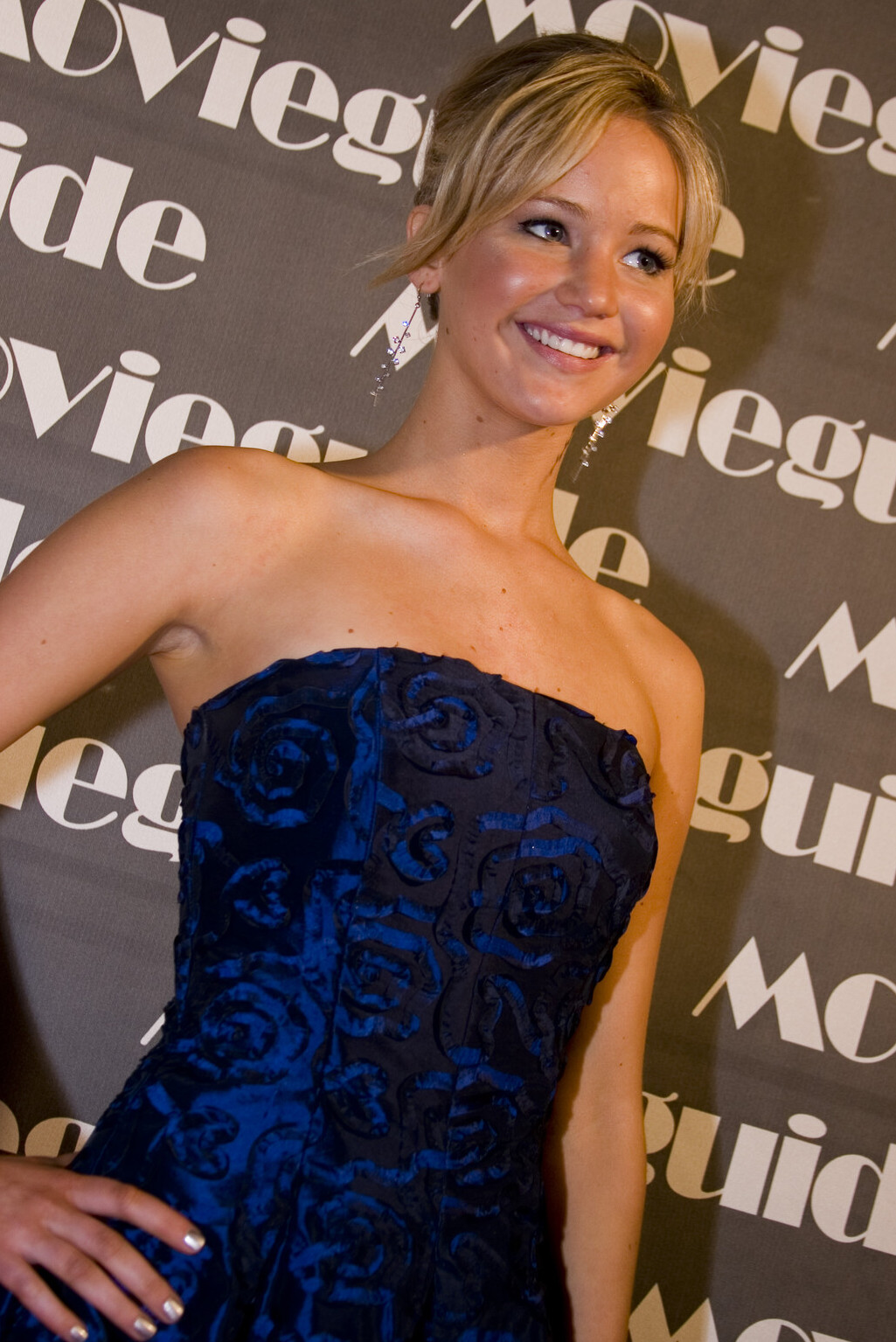
Lawrence al "Movieguida Awards" nel 2007

Inizia la sua carriera nella serie TBS The Bill Engvall Show, vincendo subito, per il suo ruolo, uno Young Artist Award. Successivamente partecipa ad alcune puntate di altri prodotti televisivi quali Cold Case - Delitti irrisolti, Medium e Detective Monk. Nel 2007 fa un provino per il ruolo di Bella Swan nel film Twilight, ruolo che alla fine viene invece affidato a Kristen Stewart. Successivamente si dichiara felice dell'esclusione, per via della massiccia attenzione dei media che la collega riceve per quella parte.
Nel 2008, appare nel film Garden Party; nello stesso anno recita nel film di debutto di Guillermo Arriaga, The Burning Plain - Il confine della solitudine, a fianco di Kim Basinger e Charlize Theron. La sua performance nel film le vale il Premio Marcello Mastroianni alla 65ª Mostra internazionale d'arte cinematografica di Venezia. La presenza dell'attrice alla promozione del film a Venezia non è prevista: è dovuta, infatti, a un regalo dei suoi genitori, che per il suo diciottesimo compleanno le regalano una vacanza in Europa. Sempre nel 2008 partecipa a un altro film di debutto, The Poker House della regista Lori Petty, con Selma Blair e Chloë Grace Moretz. Per tale ruolo viene premiata ai Los Angeles Film Festival. Appare anche nel videoclip della canzone The Mess I Made, brano estrapolato dall'album Losing Sleep dei Parachute.

### 2010-12: il successo

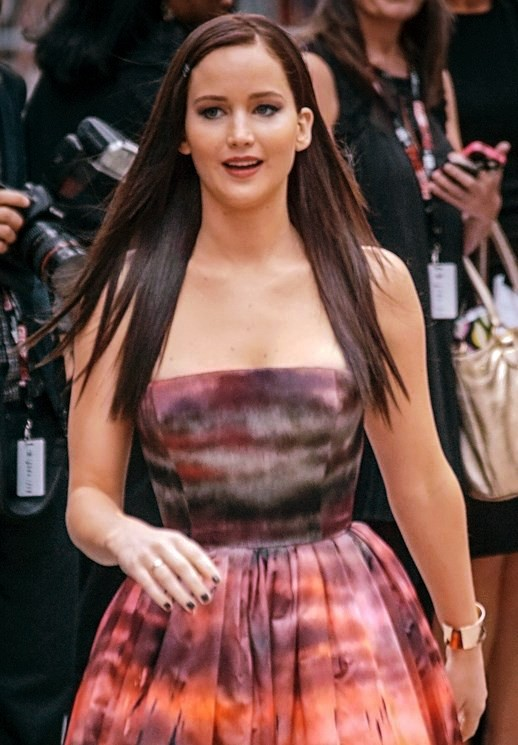
Jennifer Lawrence al Toronto International Film Festival 2012

Nel 2010 recita nel film Un gelido inverno nel ruolo della protagonista Ree Dolly. Per lei questo è il film della consacrazione nel mondo della recitazione: la sua performance è acclamata dai critici cinematografici. David Denby, scrivendo sul New Yorker, ha affermato che "Il film sarebbe stato inimmaginabile con qualcuno meno carismatico nel ruolo di Ree". Riceve alcuni riconoscimenti per questo ruolo, come il National Board of Review Award alla miglior performance rivelazione femminile, e viene nominata all'Oscar nella categoria "miglior attrice protagonista" il 25 gennaio 2011, diventando così la terza più giovane attrice a esser stata nominata per la categoria. Viene insignita anche di candidature per il Golden Globe, lo Screen Actors Guild Award, l'Independent Spirit Awards e il Satellite Award.
Nel 2009 inizia le riprese per il film Mr. Beaver, commedia dark con Jodie Foster e Mel Gibson, film bloccato per un lungo periodo a causa di varie polemiche, e dunque uscito il 6 maggio 2011. In quell'anno un ruolo secondario nel film indipendente Like Crazy, presentato in anteprima al Sundance Film Festival 2011. A marzo riceve l'offerta per ricoprire il ruolo di Katniss Everdeen nel film Hunger Games, tratto dall'omonimo romanzo best seller di Suzanne Collins, al fianco di Josh Hutcherson, Liam Hemsworth e del cantante Lenny Kravitz. Pur essendo una fan del romanzo, necessita di tre giorni per dare conferma, intimorita dalla grandezza del film e da cosa questo potesse significare per la sua fama. Per il ruolo intraprende un duro allenamento, comprendente anche una formazione acrobatica, tiro con l'arco, arrampicata su alberi e rocce, combattimento, corsa, parkour, pilates e yoga. Il film esce il 23 marzo 2012 e la rivista Forbes elogia il ruolo di protagonista femminile di Lawrence, sottolineando come un film d'azione che vede protagonista un'eroina sia il terzo miglior incasso di sempre e dichiarando: "Nessuno che abbia visto Hunger Games può mettere in discussione le capacità di Jennifer Lawrence come attrice di film d'azione".

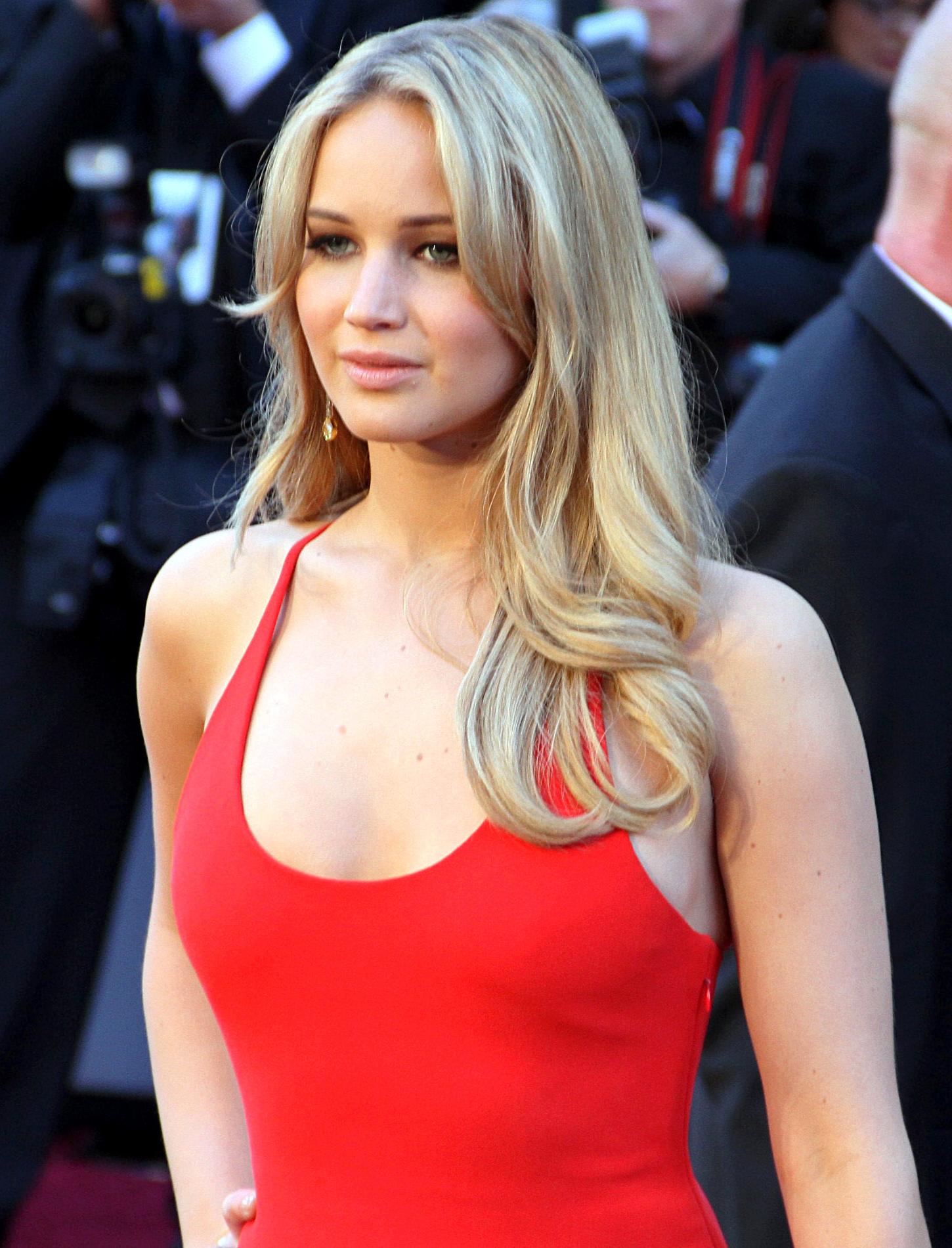
Lawrence all'83° Academy Awards nel 2011, dove ha ricevuto la sua prima nomination agli Academy Award per Winter's Bone (2010)

Nel giugno 2011 Lawrence interpreta il ruolo della mutaforma Mystica nel film X-Men - L'inizio, prequel della famosa serie degli X-Men, al fianco di James McAvoy e Michael Fassbender. La Mystica di Lawrence è un personaggio più giovane rispetto a quello interpretato da Rebecca Romijn nei precedenti film. Sempre nel 2011 è con Max Thieriot ed Elisabeth Shue nell'horror Hates: House at the End of the Street di Mark Tonderai, uscito nel settembre 2012. viene quindi scelta per interpretare "O" nel film Le Belve di Oliver Stone, ruolo poi abbandonato per conflitti di programmazione.
Sempre nel 2012 viene annunciata la sua partecipazione all'Academy of Motion Picture Arts and Sciences. Nel 2012 sostituisce Angelina Jolie nel thriller drammatico Una folle passione di Susanne Bier, film tratto dal romanzo omonimo di Ron Rash e distribuito in Italia il 30 ottobre 2014. Il 10 settembre 2012, inizia a lavorare su Hunger Games - La ragazza di fuoco, adattamento del secondo romanzo della trilogia di Hunger Games, la cui uscita nelle sale avviene il 27 novembre 2013. Nell'ottobre 2012 è annunciata come il nuovo volto di Dior. Sempre nel 2012, viene classificata come la n.1 sulla lista di AskMen "Top 99 donne più desiderabili per il 2013". Nel novembre 2012 interpreta una vedova nel film di David O. Russell Il lato positivo - Silver Linings Playbook di David O. Russell, adattamento del romanzo omonimo di Matthew Quick, con Bradley Cooper e Robert De Niro. Per questa sua performance riceve ampio plauso della critica. Richard Corliss di Time ha scritto: "La ragione per rimanere è Jennifer Lawrence. Aveva solo 21 anni quando è stato girato il film, Lawrence è una rara giovane attrice che interpreta l'adulto. Scontrosa e appassionante, si presta a un'intelligenza matura per ogni ruolo... Jennifer Lawrence è il lato positivo in questo film per lo più ordinario". Peter Travers di Rolling Stone scrive che Lawrence "è una specie di miracolo. Lei è maleducata, sporca, divertente, sboccata, sciatta, sexy, vibrante e vulnerabile, a volte tutte nella stessa scena, anche nello stesso respiro. Nessuna lista di migliori attrici contendenti all'Oscar sarebbe completa senza l'elettrizzante Lawrence. Lei si accende sullo schermo". Per questo ruolo vince Oscar, Golden Globe e molti altri riconoscimenti come migliore attrice.

### 2013-2015: conferme e sequel

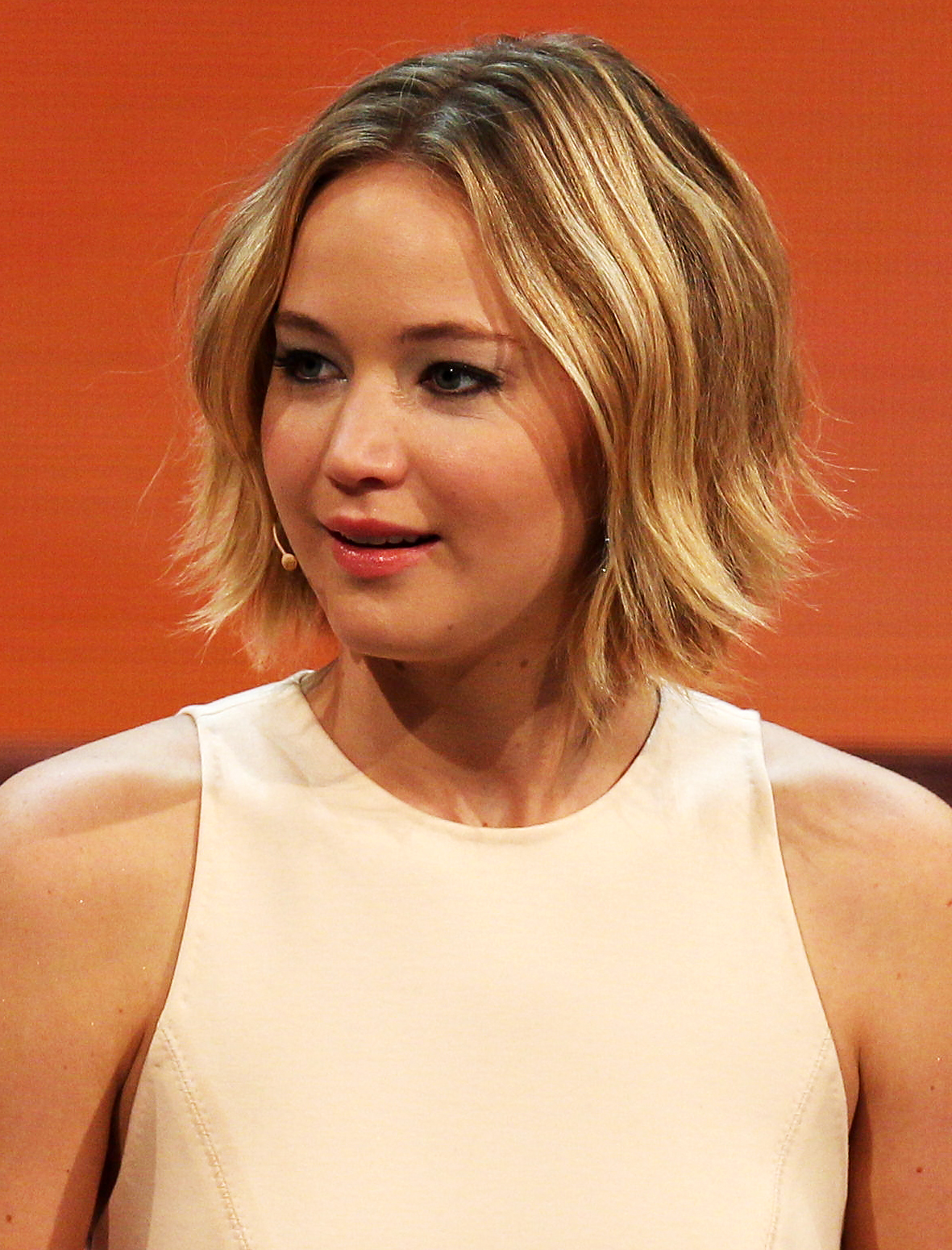
Jennifer Lawrence a Graz nel 2014

Il 15 febbraio 2013 si annuncia la partecipazione di Lawrence a un altro film di David O. Russell, American Hustle - L'apparenza inganna, thriller con Christian Bale, Bradley Cooper e Amy Adams che tratta gli eventi realmente accaduti dell'operazione dell'FBI Abscam degli anni settanta. Il film esce nelle sale italiane il 1º gennaio 2014. Per il ruolo si aggiudica il Golden Globe per la migliore attrice non protagonista e il BAFTA alla migliore attrice non protagonista, ricevendo anche la sua terza candidatura agli Oscar nella medesima categoria. Lo stesso anno, è inserita nella lista delle 100 persone più influenti redatta ogni anno dall'importante rivista Time, nella sezione Artisti, mentre nel 2014 viene identificata dalla rivista Forbes come la seconda attrice più pagata di Hollywood, dietro Sandra Bullock, con un guadagno di 34 milioni di dollari.
Il 22 maggio 2014 arriva nelle sale italiane X-Men - Giorni di un futuro passato, in cui Lawrence interpreta di nuovo la mutante Mystica. Nel film sono presenti James McAvoy e Michael Fassbender. Il 20 novembre 2014 arriva in Italia Hunger Games - Il canto della rivolta - Parte 1, tratto dal terzo e ultimo libro della serie degli Hunger Games, dove riveste nuovamente i panni di Katniss Everdeen; il 19 novembre 2015 tocca alla seconda e ultima parte della serie: Hunger Games - Il canto della rivolta - Parte 2.
Nel gennaio del 2015 Lawrence è annunciata come protagonista del film The Dive, prodotto da James Cameron e diretto da Francis Lawrence, nel quale interpreta Audrey Mestre, ma il progetto non va in porto. Nello stesso mese The Hanging Tree, canzone facente parte della colonna sonora di Hunger Games - Il canto della rivolta - Parte 1, con melodia scritta dai The Lumineers e la cui voce è della stessa Jennifer Lawrence, diventa disco di platino. Nel febbraio 2015 l'attrice inizia a Boston le riprese di Joy, prendendo per la terza volta parte a un film di David O. Russell. Nel marzo 2015 è annunciato che interpreterà il ruolo della fotografa di guerra Lynsey Addario in un biopic di Steven Spielberg intitolato It's What I Do che però non vede sviluppo. Nell'aprile 2015 l'attrice comincia a Montréal le riprese di X-Men - Apocalisse nel ruolo di Mystica. Nel maggio 2015 si aggiudica il ruolo da protagonista nello sci-fi Passengers al fianco di Chris Pratt e sotto la regia di Morten Tyldum, le cui riprese iniziano nel settembre 2015 ad Atlanta. Anni dopo JLaw si dichiara pentita di aver accettato questa parte.
Nel luglio 2015 viene dapprima annunciata come protagonista di The Rosie Project, adattamento del best seller romantico L'amore è un difetto meraviglioso diretto da Richard Linklater, ma nell'ottobre dello stesso anno l'attrice declina la proposta essendo in trattative per il ruolo da protagonista in Madre! di Darren Aronofsky e lo stesso Linklater abbandona il progetto pochi giorni dopo. Nel dicembre 2015 riceve la sua quarta candidatura ai Golden Globe grazie al film Joy, in cui interpreta la casalinga italo-americana Joy Mangano, che nel 1990 brevettò il mocio per pulire i pavimenti. Vince poi il premio nel gennaio 2016, il terzo ricevuto su tre film in cui viene diretta da Russell. Nel cast recitano anche Robert De Niro e Isabella Rossellini. Per questo ruolo riceve un'altra nomination agli Oscar ma deve rinunciare a The Hateful Eight di Quentin Tarantino. Nel 2015 è inoltre incoronata dalla rivista Forbes come l'attrice più ricca dell'anno, con un guadagno di 52 milioni di dollari.

### Dal 2016 a oggi

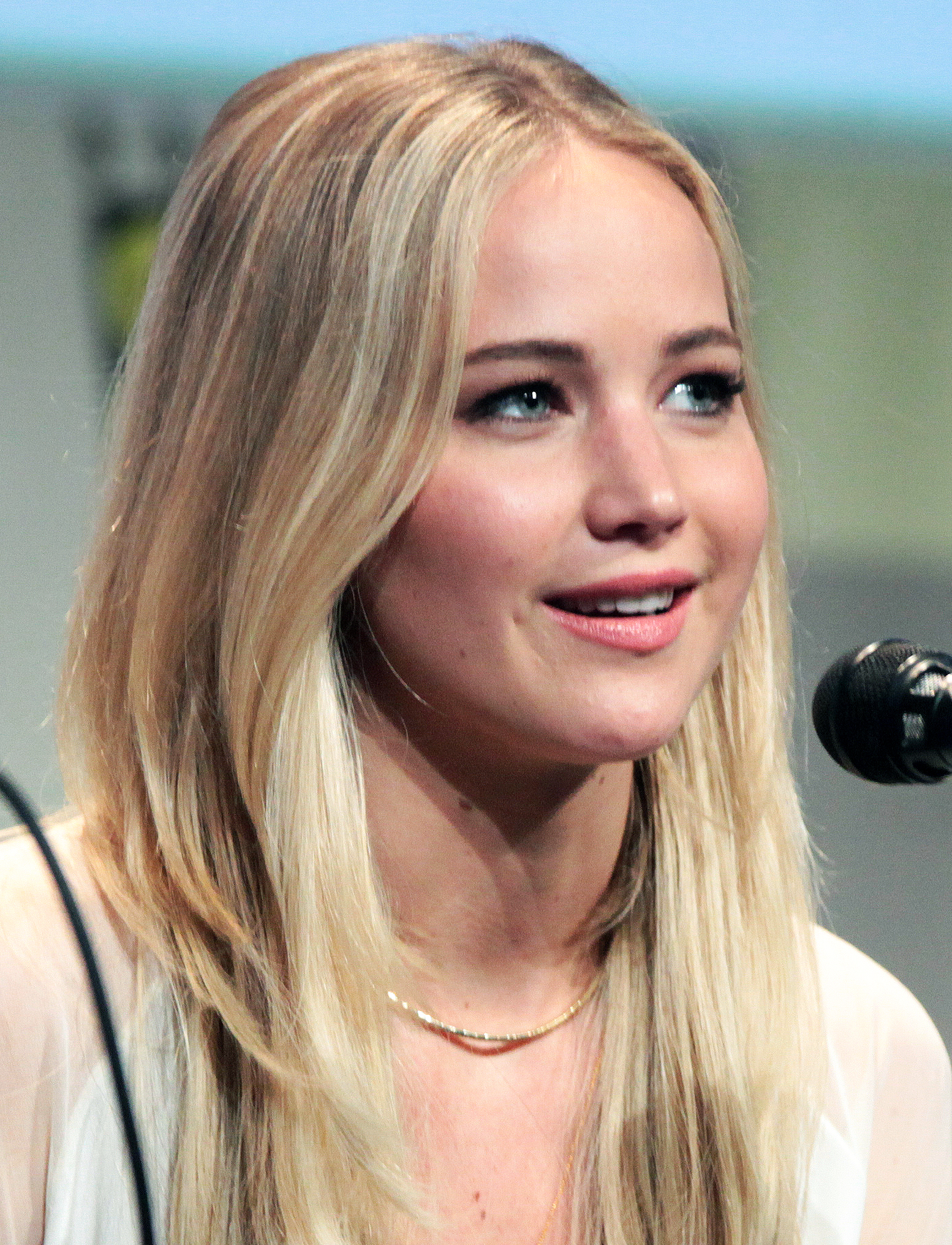
Jennifer Lawrence al San Diego Comic-Con International 2015

Nel gennaio 2016 si conferma come protagonista di Madre! al fianco di Javier Bardem, Michelle Pfeiffer e Ed Harris, sotto la regia di Darren Aronofsky. Le riprese iniziano nel giugno 2016 a Montréal e il film esce negli Stati Uniti il 15 settembre 2017, il 28 settembre in Italia. Nell'aprile 2016 viene proposto nelle sale americane A Beautiful Planet, documentario diretto da Toni Myers narrato da Lawrence.
A maggio, durante i GLAAD Media Awards, tiene un discorso in onore di Robert De Niro, vincitore dell'Excellence in Media Award. Nel giugno 2016 viene annunciata come protagonista di Bad Blood, film diretto da Adam McKay in cui interpreta Elizabeth Holmes, fondatrice della controversa società medica statunitense Theranos; il progetto si trascina fino al 2022 quando poi l'attrice abbandona il ruolo. Sempre nel 2016 si classifica 23ª nella lista annuale stilata da The Hollywood Reporter sulle 100 persone più influenti nel mondo dello spettacolo.
Ad agosto vengono avviati i lavori per Red Sparrow, adattamento dell'omonimo bestseller scritto da Jason Matthews, in cui Lawrence riveste il ruolo della protagonista e offre la sua prima scena di nudo integrale. Le riprese iniziano nel gennaio 2017 a Budapest, proseguono a Bratislava e Vienna, e infine si concludono a Londra a maggio. Il film, uscito in Italia il 3 marzo 2018, vede l'attrice alla sua quarta collaborazione con Francis Lawrence dopo i tre sequel di Hunger Games. Nell'ottobre 2016 è annunciata come protagonista e produttrice di un altro progetto poi naufragato, Zelda, biopic su Zelda Fitzgerald diretto da Ron Howard. Nel dicembre 2016, intanto, esce nelle sale Passengers diretto dal regista Morten Tyldum, in cui è protagonista insieme a Chris Pratt. Nel 2016 inoltre viene, per la seconda volta, nominata dalla nota rivista Forbes come l'attrice più ricca dell'anno, con un guadagno di 46 milioni di dollari e si classifica 23ª nella lista annuale stilata da The Hollywood Reporter sulle 100 persone più influenti nel mondo dello spettacolo.

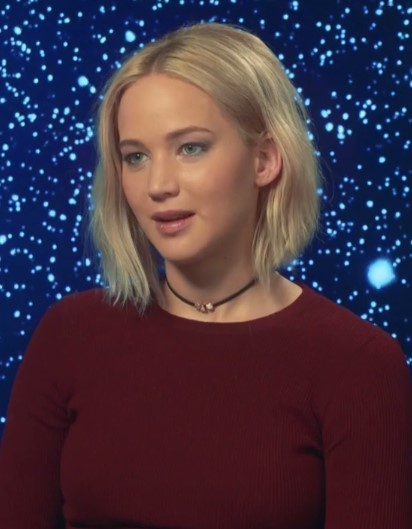
Jennifer Lawrence nel 2016

Nel giugno 2017 si annuncia che JLaw torna a vestire i panni della mutante Mystica in X-Men: Dark Phoenix, nuovo capitolo del franchise diretto, stavolta, da Simon Kinberg e uscito negli Stati Uniti nel giugno 2019; l'attrice è nuovamente al fianco di James McAvoy, Michael Fassbender e Nicholas Hoult. Il film ottiene poco successo e chiuse la serie Marvel. Nel 2017 viene nominata dalla rivista Forbes come la terza attrice più ricca dell'anno, con un guadagno di 24 milioni di dollari. Nello stesso anno esce il discusso horror Madre!, diretto da Darren Aronofsky, in cui recita accanto all'attore Javier Bardem. Il film è presentato in concorso alla 74ª Mostra internazionale d'arte cinematografica di Venezia. Il 6 dicembre 2017, durante una cerimonia organizzata dalla rivista The Hollywood Reporter, riceve lo Sherry Lansing Leadership Award, premio assegnato annualmente alle donne che mostrano di avere doti filantropiche e pionieristiche nei propri settori professionali, diventando la donna più giovane ad averlo mai ricevuto.
Nel 2018 il mondo la conosce nei panni Dominika Egorova, un'ex ballerina arruolata per diventare una letale spia dai servizi segreti, nel thriller Red Sparrow. Inoltre viene inserita per il quinto anno consecutivo nella classifica annuale della rivista Forbes sulle attrici più ricche dell'anno, classificandosi al quarto posto con un guadagno di 18 milioni di dollari. Dopo il tour promozionale di Red Sparrow, Lawrence annuncia di voler prendere un anno sabbatico dalle scene per dedicarsi attivamente alla politica come rappresentante dell'associazione Represent.Us, che lotta contro la corruzione nella politica americana.
Dopo l'infruttuosa uscita nelle sale, nel giugno 2019, di X-Men: Dark Phoenix, sono iniziate a New Orleans le riprese di Causeway, film drammatico diretto dalla regista teatrale Lila Neugebauer, dove Lawrence, oltre che protagonista nel ruolo di una militare americana rientrata dall'Afghanistan con una lesione cerebrale, è per la prima volta produttrice con la sua casa Excellent Cadaver, fondata nel 2018. Nel luglio 2019 viene annunciata come protagonista e co-produttrice del nuovo gangster movie di Paolo Sorrentino, Mob Girl. Nel febbraio 2020 si apprende del suo ruolo da protagonista in Don't Look Up, commedia Netflix diretta da Adam McKay le cui riprese iniziano a Boston nel novembre 2020. Il film ha un cast stellare (Leonardo DiCaprio, Meryl Streep, Cate Blanchett, Mark Rylance, Ariana Grande, Timothée Chalamet) ed esce nelle sale l'8 dicembre 2021; su Netflix è disponibile dal 24 dicembre dello stesso anno. Il 10 settembre 2022 Causeway viene presentato in anteprima mondiale al Toronto International Film Festival dove riceve il plauso della critica. L'uscita del film avviene su Apple TV+ il 4 novembre 2022.
Nel 2023 è protagonista della commedia Fidanzata in affitto, di cui è anche produttrice.
Il 17 maggio 2025 presenta, in concorso al Festival di Cannes e al fianco di Robert Pattinson, Die, My Love diretto da Lynne Ramsay.

## Vita privata
Nel 2014, l'attrice è stata vittima del furto di foto di celebrità del 2014, quando molti autoscatti in cui l'attrice mostra il seno e le parti intime furono pubblicati online. Lawrence dichiarò che quelle foto non avrebbero dovuto mai essere pubblicate, e definì il furto un "crimine sessuale" e una "violazione sessuale". L'attrice aggiunse che chiunque avesse guardato quelle immagini si sarebbe dovuto vergognare della propria complicità in tale offesa sessuale. L'attrice, più tardi, dichiarò che le foto erano destinate all'allora compagno Nicholas Hoult, e che a differenza di altre vittime dell'attacco hacker, non aveva intenzione di fare causa alla Apple. Nel 2018 l'hacker, tal George Garofano, fu condannato.
Da maggio 2018 ha una relazione con Cooke Maroney, esperto d'arte della New York's Gladstone Gallery, con il quale si fidanza nel gennaio 2019. I due si sposano il 19 ottobre dello stesso anno nel Rhode Island. Alla cerimonia partecipano amici dell'attrice come Emma Stone, Josh Hutcherson, Bradley Cooper e David O. Russell. La coppia ha due figli: Cy Maroney, nato a Los Angeles nel febbraio 2022 ed un secondogenito, del quale non è stato rivelato il nome, nato a New York nel marzo 2025.

## Impegno sociale
Durante le feste natalizie del 2013, 2014, 2015, 2016, 2017 e 2018 visita in forma privata il Kosair Children's Hospital di Louisville, Kentucky per assistere e confortare i bambini lì ricoverati. Nell'agosto 2015, mentre si trovava Montréal per le riprese di X-Men - Apocalisse, visita lo Shriners Hospital for Children. Nel febbraio 2016 dona 2 milioni di dollari per far aprire la Jennifer Lawrence Foundation Cardiac Intensive Care Unit al Kosair Children's Hospital di Louisville.
Dal 2017, Jennifer Lawrence è attivista di Represent.Us, associazione no profit che lotta contro la corruzione nella politica americana. Per dedicarsi attivamente a questo, nel 2018 prende un anno sabbatico dalle scene.

## Filmografia

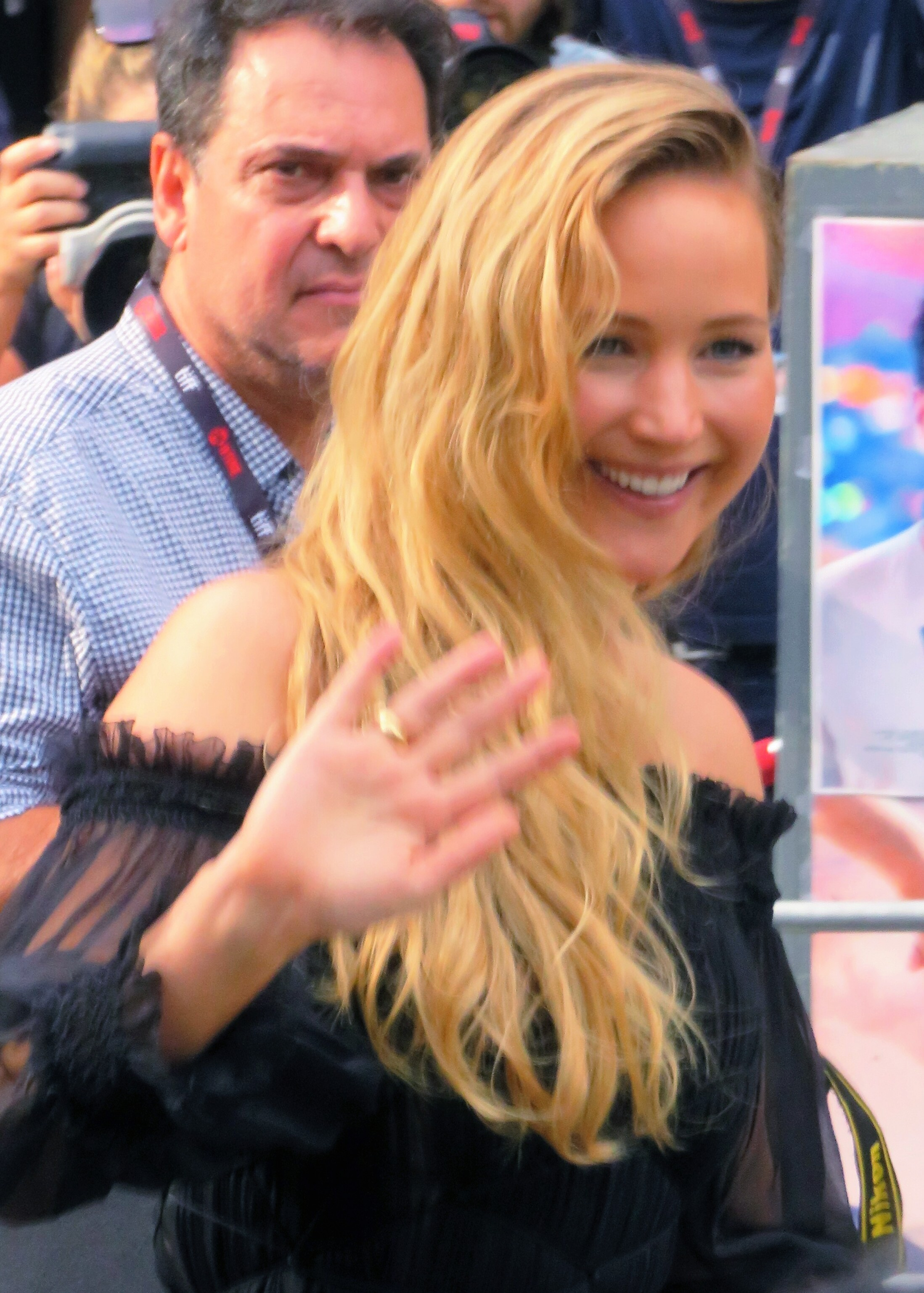
Lawrence al Festival Internazionale del Film di Toronto nel 2022

### Attrice

#### Cinema
- The Poker House, regia di Lori Petty (2008)
- Garden Party, regia di Jason Freeland (2008)
- The Burning Plain - Il confine della solitudine (The Burning Plain), regia di Guillermo Arriaga (2008)
- Un gelido inverno (Winter's Bone), regia di Debra Granik (2010)
- Mr. Beaver (The Beaver), regia di Jodie Foster (2011)
- Like Crazy, regia di Drake Doremus (2011)
- X-Men - L'inizio (X-Men: First Class), regia di Matthew Vaughn (2011)
- Hunger Games (The Hunger Games), regia di Gary Ross (2012)
- Hates: House at the End of the Street (House at the End of the Street), regia di Mark Tonderai (2012)
- Il lato positivo - Silver Linings Playbook (Silver Linings Playbook), regia di David O. Russell (2012)
- Coppia diabolica (The Devil You Know), regia di James Oakley (2013) - cameo
- Hunger Games - La ragazza di fuoco (The Hunger Games: Catching Fire), regia di Francis Lawrence (2013)
- American Hustle - L'apparenza inganna (American Hustle), regia di David O. Russell (2013)
- X-Men - Giorni di un futuro passato (X-Men: Days of Future Past), regia di Bryan Singer (2014)
- Una folle passione (Serena), regia di Susanne Bier (2014)
- Hunger Games - Il canto della rivolta - Parte 1 (The Hunger Games: Mockingjay - Part 1), regia di Francis Lawrence (2014)
- Hunger Games - Il canto della rivolta - Parte 2 (The Hunger Games: Mockingjay - Part 2), regia di Francis Lawrence (2015)
- Joy, regia di David O. Russell (2015)
- X-Men - Apocalisse (X-Men: Apocalypse), regia di Bryan Singer (2016)
- Passengers, regia di Morten Tyldum (2016)
- Madre! (Mother!), regia di Darren Aronofsky (2017)
- Red Sparrow, regia di Francis Lawrence (2018)
- X-Men: Dark Phoenix (Dark Phoenix), regia di Simon Kinberg (2019)
- Don't Look Up, regia di Adam McKay (2021)
- Causeway, regia di Lila Neugebauer (2022)
- Fidanzata in affitto (No Hard Feelings), regia di Gene Stupnitsky (2023)
- Die, My Love, regia di Lynne Ramsay (2025)

#### Televisione
- Detective Monk (Monk) – serie TV, episodio 5x03 (2006)
- Cold Case - Delitti irrisolti (Cold Case) – serie TV, episodio 4x18 (2007)
- Medium – serie TV, episodi 3x07-4x02 (2007-2008)
- The Bill Engvall Show – serie TV, 23 episodi (2007-2009)

#### Videoclip
- The Mess I Made dei Parachute (2009)

### Documentari
- Dior and I, regia di Frédéric Tcheng (2015)
- A Beautiful Planet, regia di Toni Myers (2016) - narratrice
- Love, Antosha, regia di Garret Price (2019)
- Hollywood's Hard Hitters: Women in Action, regia di Jason Strickland (2023)

### Produttrice
- Causeway, regia di Lila Neugebauer (2022)
- Bread and Roses, regia di Sahra Mani (2023)
- Fidanzata in affitto (No Hard Feelings), regia di Gene Stupnitsky (2023)
- Die, My Love, regia di Lynne Ramsay (2025)

## Riconoscimenti
- Premio Oscar
  - 2011 – Candidatura alla migliore attrice per Un gelido inverno
  - 2013 – Migliore attrice per Il lato positivo - Silver Linings Playbook
  - 2014 – Candidatura alla migliore attrice non protagonista per American Hustle - L'apparenza inganna
  - 2016 – Candidatura alla migliore attrice per Joy
- Golden Globe
  - 2011 – Candidatura alla migliore attrice in un film drammatico per Un gelido inverno
  - 2013 – Migliore attrice in un film commedia o musicale per Il lato positivo – Silver Linings Playbook
  - 2014 – Migliore attrice non protagonista per American Hustle - L'apparenza inganna
  - 2016 – Migliore attrice in un film commedia o musicale per Joy
  - 2022 – Candidatura alla migliore attrice in un film commedia o musicale per Don't Look Up
  - 2024 – Candidatura alla migliore attrice in un film commedia o musicale per Fidanzata in affitto
- BAFTA
  - 2013 – Candidatura alla migliore attrice per Il lato positivo – Silver Linings Playbook
  - 2014 – Migliore attrice non protagonista per American Hustle – L'apparenza inganna
- Screen Actors Guild Award
  - 2011 – Candidatura alla migliore attrice per Un gelido inverno
  - 2013 – Candidatura al miglior cast per Il lato positivo
  - 2013 – Migliore attrice per Il lato positivo – Silver Linings Playbook
  - 2014 – Miglior cast per American Hustle – L'apparenza inganna
  - 2014 – Candidatura alla migliore attrice non protagonista per American Hustle – L'apparenza inganna
  - 2022 – Candidatura al miglior cast per Don't Look Up

## Doppiatrici italiane
Nelle versioni in italiano delle opere in cui ha recitato, Jennifer Lawrence è stata doppiata da:
- Joy Saltarelli in Hunger Games, Hates: House at the End of the Street, Hunger Games - La ragazza di fuoco, Hunger Games - Il canto della rivolta - Parte 1, Hunger Games - Il canto della rivolta - Parte 2, Causeway
- Alessia Amendola in Medium, Un gelido inverno, Il lato positivo - Silver Linings Playbook, Una folle passione, Red Sparrow, Fidanzata in affitto
- Valentina Favazza in X-Men - L'inizio, X-Men - Giorni di un futuro passato, X-Men - Apocalisse, Madre!, X-Men: Dark Phoenix, Don't Look Up
- Valentina Mari in Mr. Beaver, American Hustle - L'apparenza inganna, Joy
- Veronica Puccio in Cold Case - Delitti irrisolti
- Francesca Manicone in The Burning Plain - Il confine della solitudine
- Valeria Vidali in Like Crazy
- Gemma Donati in Passengers